# Комиссия кнессета по вопросам алии, абсорбции и диаспоры
Комиссия кнессета по вопросам алии, абсорбции и диаспоры (ивр. ועדת העלייה, הקליטה והתפוצות‎ — Ваадат ха-алия, ха-клита ве-ха-тфуцот) — постоянная комиссия кнессета, занимающаяся вопросами иммиграции в Израиль.

## Информация о комиссии
Согласно информации, размещённой на сайте кнессета, комиссия занимается вопросами репатриации и абсорбции; работой с людьми, покинувшими Израиль; еврейским и сионистским воспитанием в диаспоре. Разнообразные темы, связанные с этими вопросами входят в круг обязанностей комиссии, и находятся под ответственностью организации координирующей между правительством Израиля и Всемирной сионистской конфедерацией, и между правительством Израиля и Еврейским Агентством.
Комиссия была создана в 1977 году, в каденцию Кнессета 9-го созыва, первым её председателем стала Геула Коэн.
Нынешний председатель (в Кнессете 20-го созыва) — депутат Авраам Негоса ("Ликуд").
Члены комиссии (2013 года):
Мерав Бен-Ари, Мордехай Йогев, Юлия Малиновская, Михаэль Малкиэли, Тали Плосков, Йоэль Развозов, Ксения Светлова, Леа Фадида.

## Председатели комиссии
- Наоми Блюменталь (кнессет 15-го созыва)
- Цви Гендель (кнессет 15-го созыва)
- Колет Авиталь (кнессет 16-го созыва)
- Михаил Нудельман (кнессет 17-го созыва)
- Лия Шемтов (кнессет 18-го созыва)
- Дани Данон (кнессет 18-го созыва)
- Развозов Йоэль (кнессет 19-го созыва)